# Binh Danh
Binh Danh (sinh ngày 9 tháng 10 năm 1977) là một nhiếp ảnh gia và họa sĩ người Mỹ gốc Việt. Anh sinh trưởng tại Kiên Giang
, Việt Nam và lúc 3 tuổi  theo cha mẹ di cư sang Mỹ vào năm 1979.

## Tiểu sử

### Quan niệm
| “ | It's almost my religious practice when I make my own artwork because I'm coming up with my own concept about what is life, what is death, what is consciousness, what is history. | ” |

### Triển lãm cá nhân
- 2004 - "Human / Nature" at the Haines Gallery, San Francisco, CA
- 2005 - "Binh Danh’s Photographic Works", Mohn Gallery, Finn Center, Community School of Arts & Music, Mountain View, CA
- 2006 - "Ancestral Altars", Haines Gallery, San Francisco, CA
- 2007 - "Botanical Stories" Sanchez Art Center, Pacifica, CA
- 2007 - "One Week’s Dead"', Light work, Syracuse, New York [2][5]
- 2007 - "Jungle of Memories", Chico State University, Chico, CA
- 2007 - "The Botany of Tuol Sleng" at the Lisa Sette Gallery, Scottsdale, AZ
- 2008 - "Life, Times, and Matter of the Swamp" at the Mary Elizabeth Dee Shaw Gallery, Weber State University, Ogden, UT
- 2008 - "Life: Dead" at the Clara Hatton Gallery, Colorado State University, Fort Collins, CO
- 2009 - "In the Eclipse of Angkor" at the Lisa Sette Gallery, Scottsdale, AZ
- 2009 - "In the Eclipse of Angkor" at the Eleanor D. Wilson Museum, Hollins University, Roanoke, VA
- 2010 - "Memory to Memory" at the Lisa Sette Gallery, Scottsdale, AZ
- 2010 - "Binh Danh: Collecting Memories" Mills College Art Museum, CA
- 2010 - "Binh Danh: In the Eclipse of Angkor" North Carolina Museum of Art

### Triển lãm tập thể
- 1996 - "Olympiad of the Arts", Villa Montalvo, CA
- 1998 - "Botany Specimens", Gallery Five, San Jose State University, San Jose, CA
- 1998 - "Once White", Gallery Five, San Jose State University, San Jose, CA
- 1999 - "Killing Death: the Daguerreotype Series", Gallery Two, San Jose State University, San Jose, CA
- 1999 - "Evidence", Gallery Five, San Jose State University, San Jose, CA
- 1999 - "Silent night auction", Works/San Jose, San Jose, CA
- 2000 - "Boat People: Self Portraits", Gallery Two, San Jose State University, San Jose, CA
- 2001 - "Immortality: The Remnants of the Vietnam and American War", Gallery Three, San Jose State University, San Jose, CA
- 2001 - "Viêt nam, Gallery Three", San Jose State University, San Jose, CA
- 2001 - "The Beauty of Decay", Cogswell College, Sunnyvale, San Jose, CA
- 2001 - "Introduction South", San Jose Institute of Contemporary Art, San Jose, CA
- 2001 - "First Anniversary Exhibit", Art Object Gallery, San Jose, CA
- 2002 - "Immortality: The Remnants of the Vietnam and American War", solo, Mary Porter Sesnon Art Gallery, Porter College, UC Santa Cruz, CA
- 2002 - "Searching for the Cosmos", Triton Museum of Art, Santa Clara, CA
- 2002 - "Remembrance", Silicon Valley Art Museum, Belmont, CA
- 2002 - "Ag Works 25", member show, Works/San Jose, San Jose. CA
- 2002 - "Magician’s Day Off and Other Stories", Euphrat Museum of Art, Cupertino, CA
- 2002 - "Thinking Green: With the Earth, Arts and Environment", Gallery Route One, Point Reyes, CA
- 2003 - "Bring Light into the Darkness", SomArts Cultural Center, San Francisco, CA
- 2003 - "Global Elegies: Art & Ofrendas for the Dead", Oakland Museum of CA, Oakland, CA
- 2003 - "APAture", SomArts Cultural Center, San Francisco, CA
- 2003 - "The Cameraless Image", Photo-Eye Gallery, Santa Fe, NM
- 2003 - "Agitate", SF Camerawork, San Francisco, CA
- 2003 - "Orange Alert", Thomas Welton Stanford Art Gallery, Stanford, CA
- 2003 - "Hybrid", SF State University Fine Arts Gallery, San Francisco, CA
- 2004 - "Cream", Arts Benicia Center Gallery, Benicia, CA
- 2004 - "MFA Exhibition", Thomas Welton Stanford Art Gallery, Stanford, CA
- 2004 - "What’s going on? California and the Vietnam Era", Oakland Museum of California, Oakland, CA
- 2004 - "State of the Nation", Intersection of the Arts, San Francisco, CA
- 2004 - "Collapsing Histories Project", Daigo Fukuryu Maru Exhibition Hall and Gallery ef, Tokyo, Japan
- 2004 - "Collapsing Histories Project", Santa Cruz Institute of Contemporary Art, Santa Cruz, CA
- 2004 - "Re-mix 2004", SomArts Cultural Center, San Francisco, CA
- 2004 - "California Masters", Works/San Jose, San Jose. CA
- 2004 - "Art as artifacts", Martin Luther King Library, San Jose, CA
- 2004 - "Closing the Distance", Euphrat Museum of Art, Cupertino, CA
- 2004 - "Perspective x 3: Visions of Vietnam: Chuong, Danh, and Narasimhan", Chinese Culture Center, San Francisco, CA
- 2005 - "Director’s Choice: Contemporary Art with Objects from Asi", Haines Gallery, San Francisco, CA
- 2005 - "Stages of Memory: The War in Vietnam", Museum of Contemporary Photography, Columbia College, Chicago, IL
- 2005 - "Persistent Vestiges: Drawing from the American-Vietnam War", The Drawing Center, New York, NY
- 2005 - "Picturing Eden", George Eastman House, Rochester, NY
- 2005 - "In/Sight; A Celebration of Photography and Poetry", Triton Museum of Art, Santa Clara, CA
- 2006 - "Director’s Choice", Haines Gallery, San Francisco, CA
- 2006 - "2006 California Biennial", Orange County Museum of Art, Newport Beach, CA
- 2006 - "Picturing Eden", George Eastman House, International Museum of Photography and Film, Rochester, NY
- 2006 - "The Missing Peace: The Dalai Lama Portrait Project", Fowler Museum of Cultural History, University of California, LA, Loyola University Museum of Art, Chicago, Rubin Museum of Art, NY
- 2006 - "Peripheral Vision", Intersection for the Arts, San Francisco, CA
- 2006 - "Image as Object", Mary Porter Sesnon Art Gallery, Porter College, University of California, Santa Cruz, CA
- 2006-07 - "One Way or Another: Asian American Art Now", Asia Society Museum, New York, NY [Traveling exhibition. Other venues include: Blaffer Gallery, University of Houston, Berkeley Art Museum, Japanese American National Museum, Los Angeles, CA]
- 2007 - "Contemporary Art from the Permanent Collection", San Jose Museum of Art, San Jose, CA
- 2007 - "Landscape & Memory II", Haines Gallery, San Francisco, CA
- 2007 - "Witness to War: Revisiting Vietnam in Contemporary Art", International Center for the Arts at San Francisco State University, San Francisco, CA

### Bộ sưu tập
- Corcoran Gallery of Art, Washington, D.C.
- M.H. de Young Museum, San Francisco, CA
- Museum of Contemporary Photography, Columbia College, Chicago, IL
- Oakland Museum of California, Oakland, CA
- Rochester Memorial Art Gallery, Rochester, NY
- University of California, Santa Cruz’s Special Collection
- Eleanor D. Wilson Museum, Hollins University, Roanoke, VA
- North Carolina Museum of Art, Raleigh, NC
- Philadelphia Museum of Art, Philadelphia, PA

### Vinh danh
- 1996 - Bank of America Achievement Award in the Field of Fine Arts, Plaque Winner, San Jose, CA
- 1996 - Montalvo Award of Merit, Villa Montalvo, CA
- 2000 - Lottery Grant, San Jose State University, San Jose, CA
- 2001 - Individual Grant, Belle Foundation, San Jose, CA
- 2004 - Artist Project Award, The Center for Photographic Art, Carmel, CA
- 2007 - Visions from the New California Award, Alliance of Artists Communities, Providence, RI